# Fast offener Zentralvokal
Der fast offene Zentralvokal (im Fachjargon auch als Tiefschwa, a-Schwa oder Lehrer-Schwa bezeichnet – zu unterscheiden vom mittleren Zentralvokal ə-Schwa [ə]) ist ein Vokal, der in verschiedenen Sprachen vorkommt. Das Internationale Phonetische Alphabet (IPA) verwendet das Symbol ɐ für diesen Laut.

## Beispiele
Lautliche und orthographische Realisierung des fast offenen Zentralvokals in verschiedenen Sprachen:
- Bulgarisch: ъ: въздух ['vɐzdux] ‚Luft‘
- Deutsch: der [deːɐ̯], Ohr [oːɐ̯], Kinder ['kʰɪndɐ]
- Russisch: unbetontes о: человек [t͡ɕɪlɐˈvʲek] ‚Mensch‘; Москва [mɐsˈkva] ‚Moskau‘
- Portugiesisch: unbetontes a in Auslaut: lua [ˈluɐ] ‚Mond’

## Verwendung im Deutschen
Im Deutschen erscheint das Tiefschwa besonders in Reduktionssilben.
Es gibt kein spezielles Schriftzeichen für diesen auch das 'vokalisierte R' genannten Vokal. Häufig wird aber ein Wort, das mit einer unbetonten Silbe auf -er endet, mit einem fast offenen Zentralvokal ausgesprochen. Beispiele: Messer [ˈmɛsɐ], bitter [ˈbɪtɐ].
Es gibt etliche Minimalpaare, an denen der Unterschied zwischen dem Tiefschwa und einem gewöhnlichen [a] demonstriert werden kann, z. B. Leder/Leda [ˈleːdɐ]/[ˈleːda], klarer/Klara [ˈklaːrɐ]/[ˈklaːra], Aster/Asta [ˈʔastɐ]/[ˈʔasta], Meter/Meta [ˈmeːtɐ]/[ˈmeːta].
Die Aussprache von -er als [a] anstelle von [ɐ] und somit fehlende Unterscheidbarkeit von -er/-a ist typisch für manche Dialekte bzw. Regiolekte, wie z. B. dem Berlinischen.